# HMAS Farncomb (1998)
HMAS Farncomb (SSG 74) is een Australische onderzeeboot van de Collinsklasse. Het schip gebouwd door de Australische scheepswerf Australian Submarine Corporation is vernoemd naar de Australische viceadmiraal Harold Farncomb.
Het ontwerp van de Collinsklasse is gebaseerd op de verschillende generaties van Zweedse onderzeeboten.